# Сиануквиль (аэропорт)
Международный аэропорт имени Сианука (кхмер.  អាកាសយានដ្ឋានអន្តរជាតិ ក្រុងព្រះសីហនុ ), (ИАТА: KOS, ИКАО: VDSV), ранее Международный аэропорт Сиануквиль — третий в Камбодже международный коммерческий аэропорт, расположенный в 20 км от города Сиануквиль. Назван в честь бывшего короля Камбоджи Нородома Синука. Аэропорт также известен под названием Аэропорт Кангкенг (кхмер. អាកាសយានដ្ឋានកងកេង). Код IATA KOS отражает старое название Сиануквиля — Кампонгсаом.

## История
ВПП была построена в 1960-е годы с помощью СССР. Спустя долгие годы бездействия во время и после режима красных кхмеров, аэропорт был официально открыт 15 января 2007 года. ВПП была продлена до 3300 м, и добавлены дополнительные пероны и рулёжные дорожки, что позволяет аэропорту принимать самолеты класса Боинг-737.
После катастрофы самолета Ан-24 компании PMTAir 25 июня 2007 года близ Сиануквиля коммерческие рейсы в аэропорт были прекращены. Аэропорт прошел очередную модернизацию, и его открытие планировалось на конец 2009 года, однако с тех пор было отложено на неопределенный срок.
Национальная авиакомпания Камбоджи Cambodia Angkor Air возобновила рейсы между Сиемреапом и Сиануквилем начиная с 14 декабря 2011 года.

## Характеристика
- Длина взлетно-посадочной полосы: 3300 метров[8]
- Ширина взлетно-посадочной полосы: 40 метров
- Перпендикулярная РД: 1
- Количество телетрапов: 5
- Средства навигации и визуальные средства:
  - VOR/DME (КОС 116.00 10°35'22.8N 102°38'31.5)
  - NDB
  - PAPI
  - Метеосистемы
- Службы спасения и пожаротушения: уровень ИКАО, категория 5ESPAÑA FRANCIA

## Авиакомпании и направления

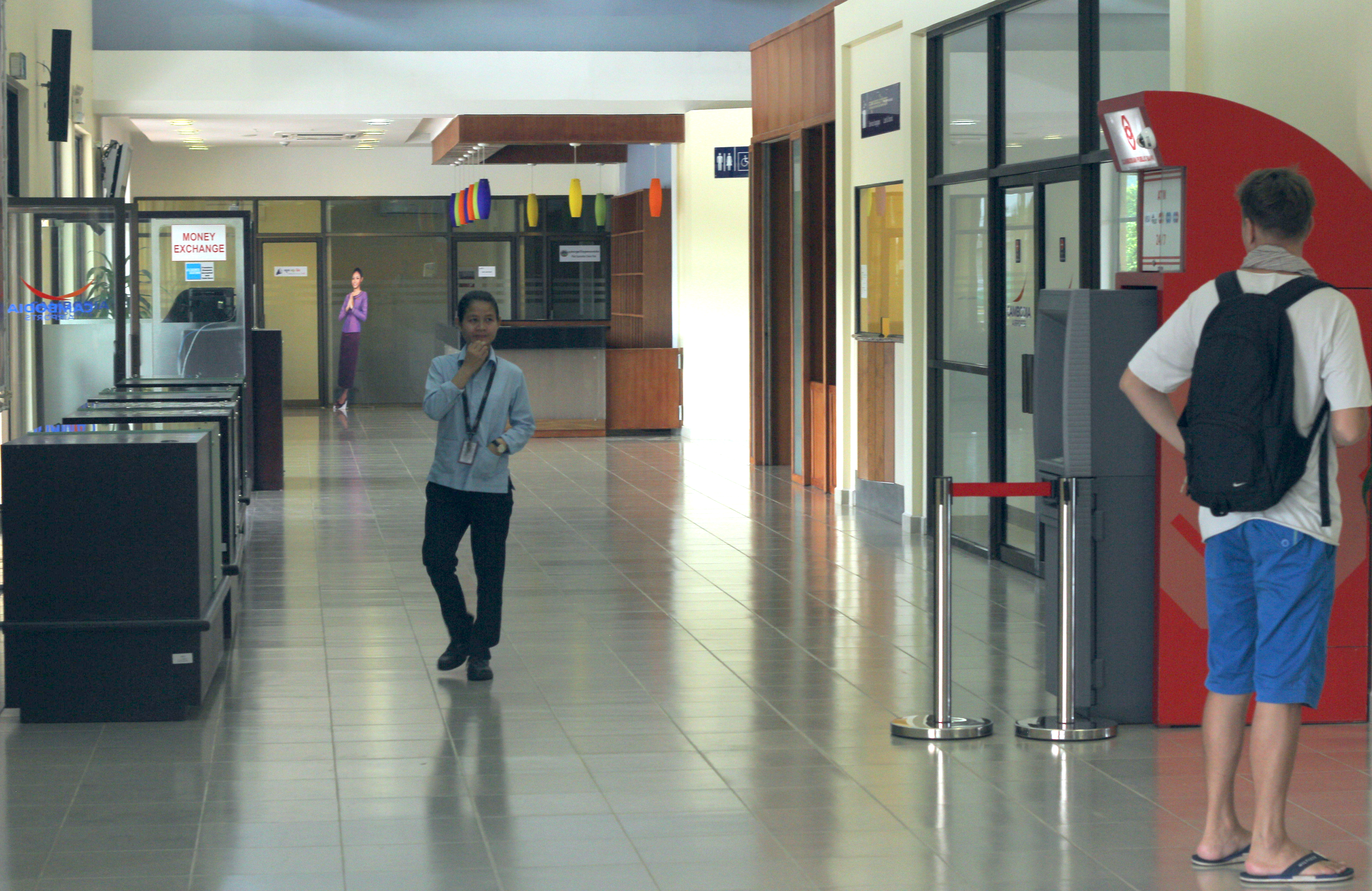
Терминал вылета аэропорта Сиануквиль.

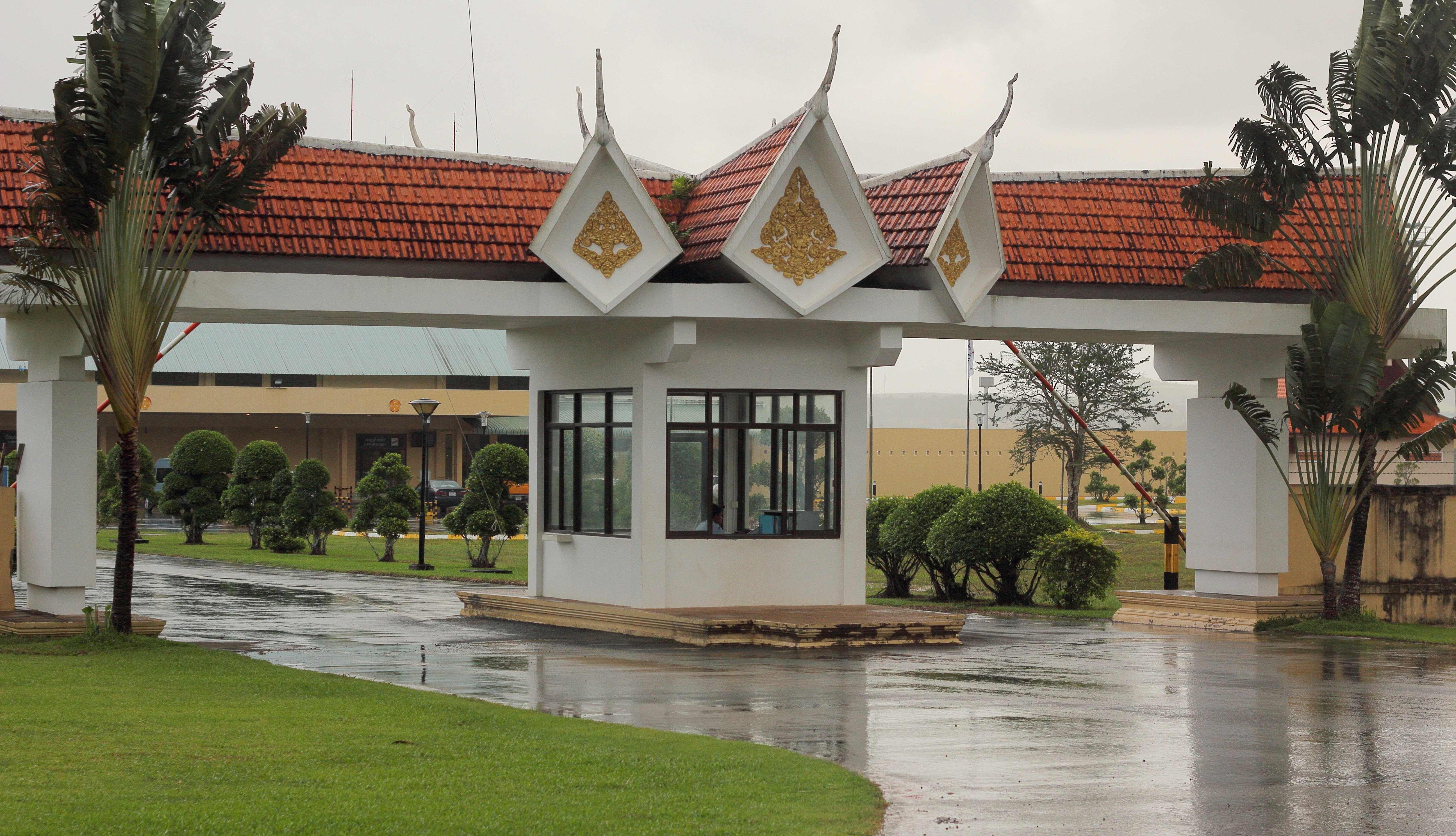
Главный въезд в аэропорт.

## Статистика

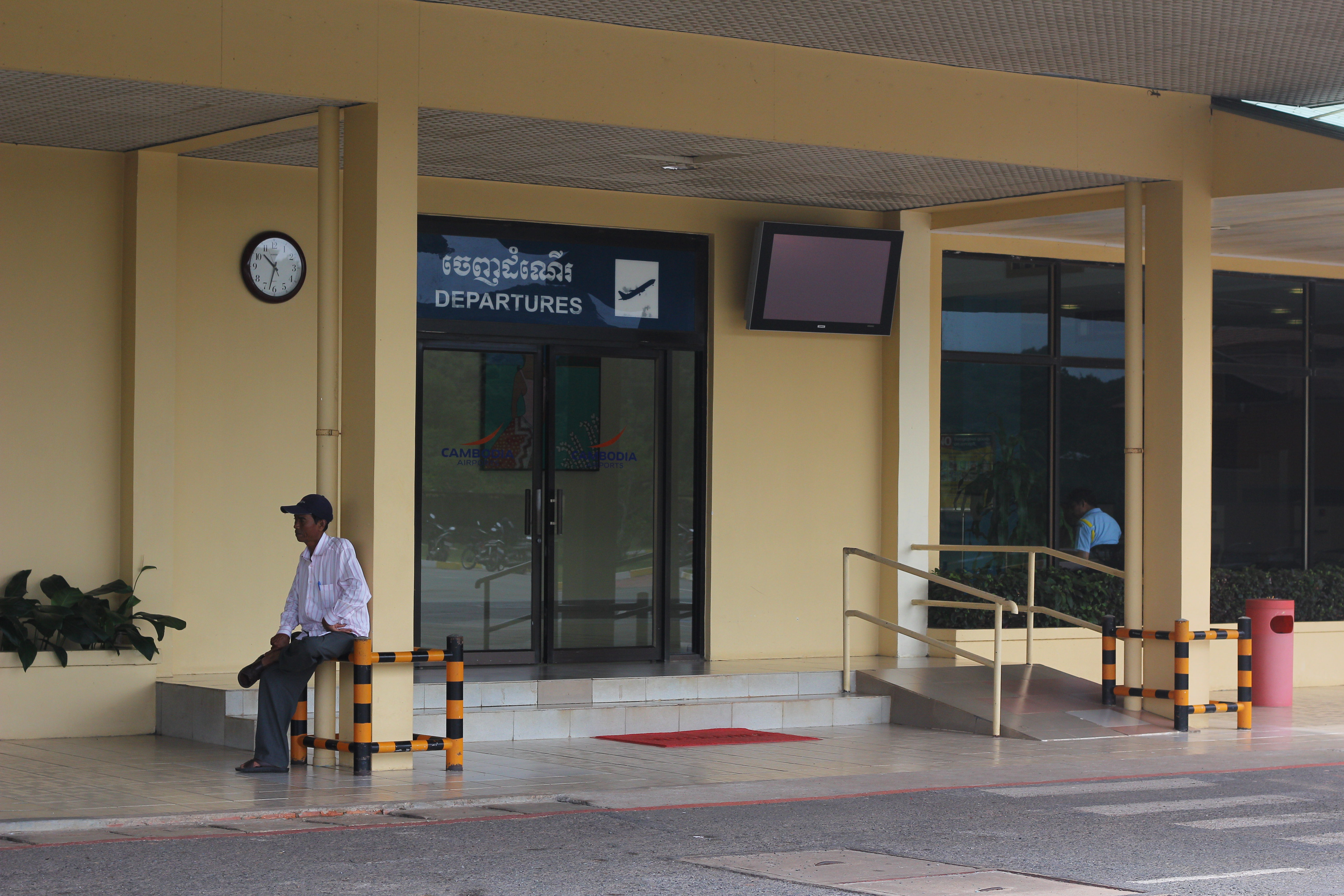
Аэропорт Сиануквиль. Главный вход.

Данные из запроса в Викиданные.
| Год  | Пассажиропоток | Изменения (%) | Взлётов/посадок | Изменения (%) |
| ---- | -------------- | ------------- | --------------- | ------------- |
| 2012 | 13,022         | ▬             | 349             | ▬             |
| 2013 | 19,713         | ▲ 51.38       | 570             | ▲ 63.32       |
| 2014 | 43,400         | ▲ 120.16      | 998             | ▲ 75.09       |
| 2015 | 94,630         | ▲ 118.04      | 1,853           | ▲ 85.67       |
| 2016 | 156,887        | ▲ 65.79       | 2,627           | ▲ 41.77       |
| 2017 | 338,000        | ▲ 115.4       | 5,575           | ▲ 112.2       |
| 2018 | 651,000        | ▲ 92.6        | 8,274           | ▲ 48.4        |
| 2019 | 1,680,000      | ▲ 158.1       | 17,824          | ▲ 115.4       |
| 2020 | 221,000        | ▼ 86.9        | 3,151           | ▼ 82.3        |
| 2021 | 17,000         | ▼ 92          | 654             | ▼ 79          |

## Авиакатастрофы и происшествия
- 7 июля 1972 года грузовой самолет Douglas DC-3 компании Cambodia Air Commercial, пролетел над взлетно-посадочной полосой при посадке в международном аэропорту Сиануквилля без человеческих жертв, но был поврежден и не подлежал восстановлению[16].
- 25 июня 2007 г. самолет Ан-24, следовавший из Сием-Рипа в Сиануквиль, разбился примерно за пять минут до приземления, в результате чего погибли все 22 пассажира и члена экипажа, находившиеся на борту.